# Église Notre-Dame-des-Laves
L’église Notre-Dame-des-Laves est une église catholique de la commune de Sainte-Rose, sur l’île de La Réunion, département et région d'outre-mer français. Petit bâtiment peint dans des couleurs roses situé à Piton Sainte-Rose, quartier à proximité du volcan du Piton de la Fournaise, il présente un caractère remarquable du fait de la coulée de lave aujourd’hui solidifiée qui n'est entrée dans la nef que sur 3 mètres, le reste de la coulée ayant encerclé l’église, mais sans la consumer lors de l'éruption du piton de la Fournaise en mars 1977 survenue hors de l’Enclos Fouqué, sa dernière caldeira. En outre, on trouve désormais à proximité une statue appelée Vierge au parasol qui était autrefois installée au Grand Brûlé, et qui a dû en être retirée sous la menace d'un ensevelissement par la lave durant les années 2000. Le site ainsi formé constitue l'une des attractions du tourisme à La Réunion dans la région de la Côte-au-vent.

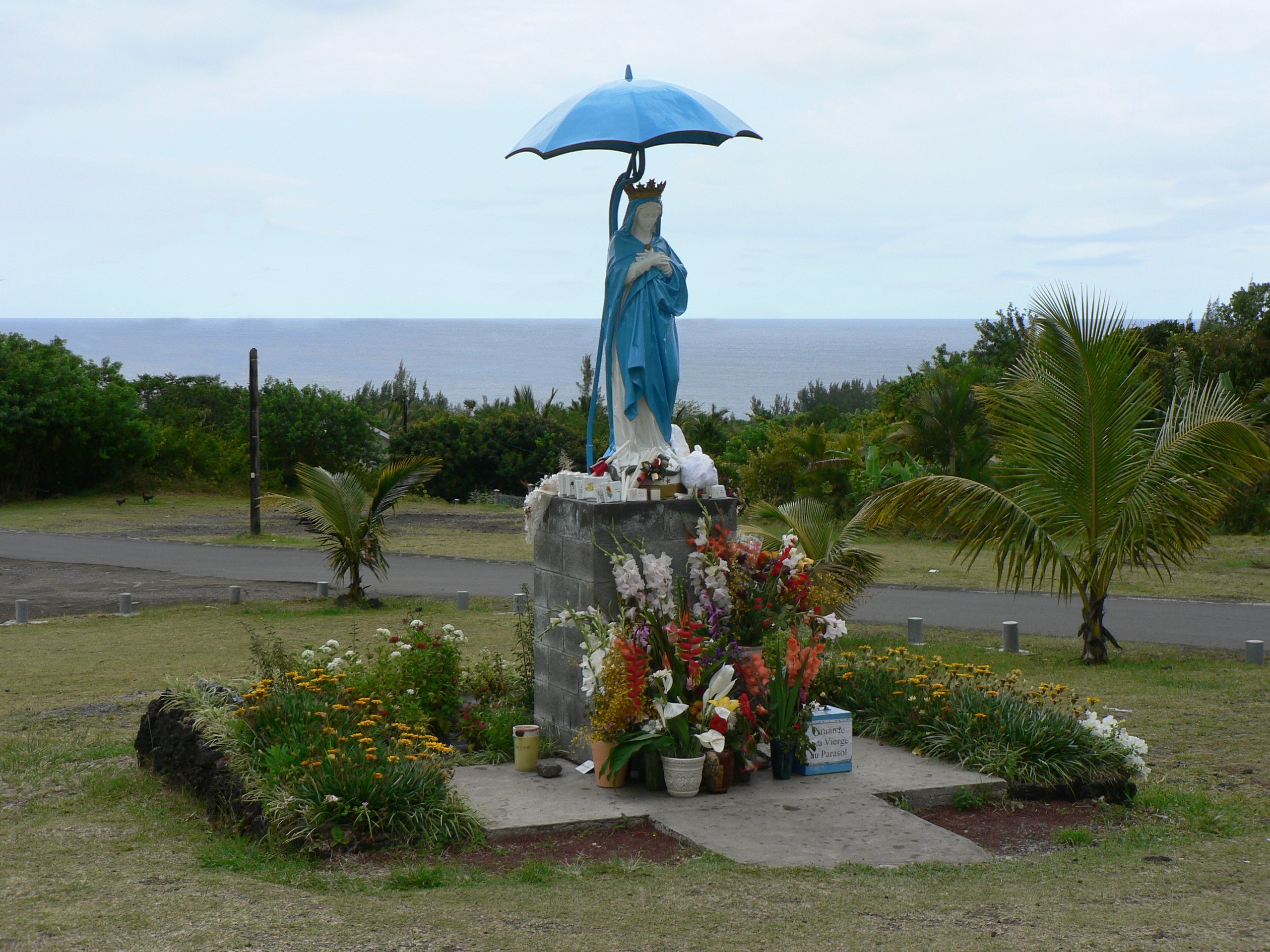
La Vierge au parasol à son nouvel emplacement.

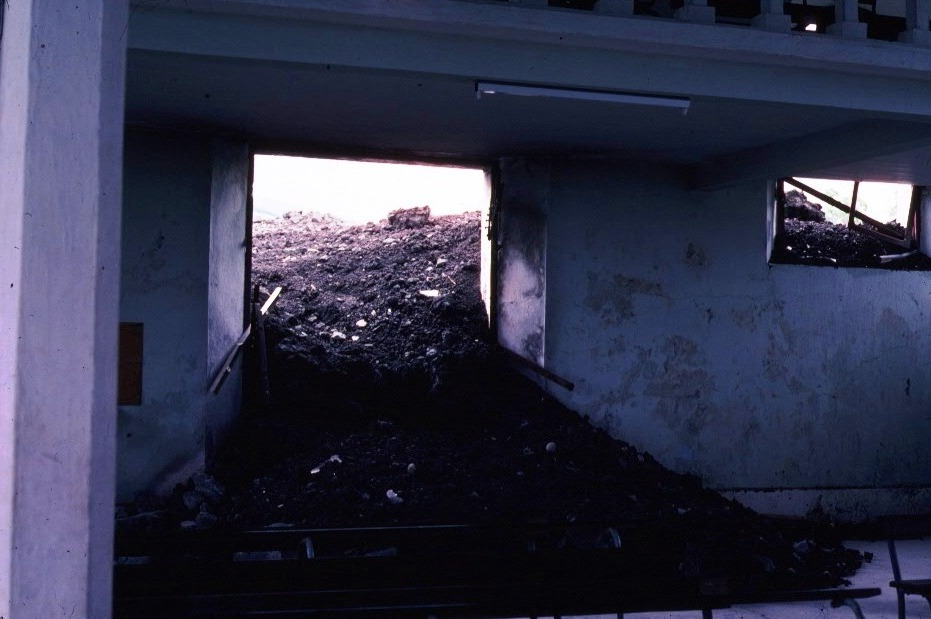
Intérieur de l'église Notre-Dame-des-Laves endommagée par la coulée de lave de 1977.

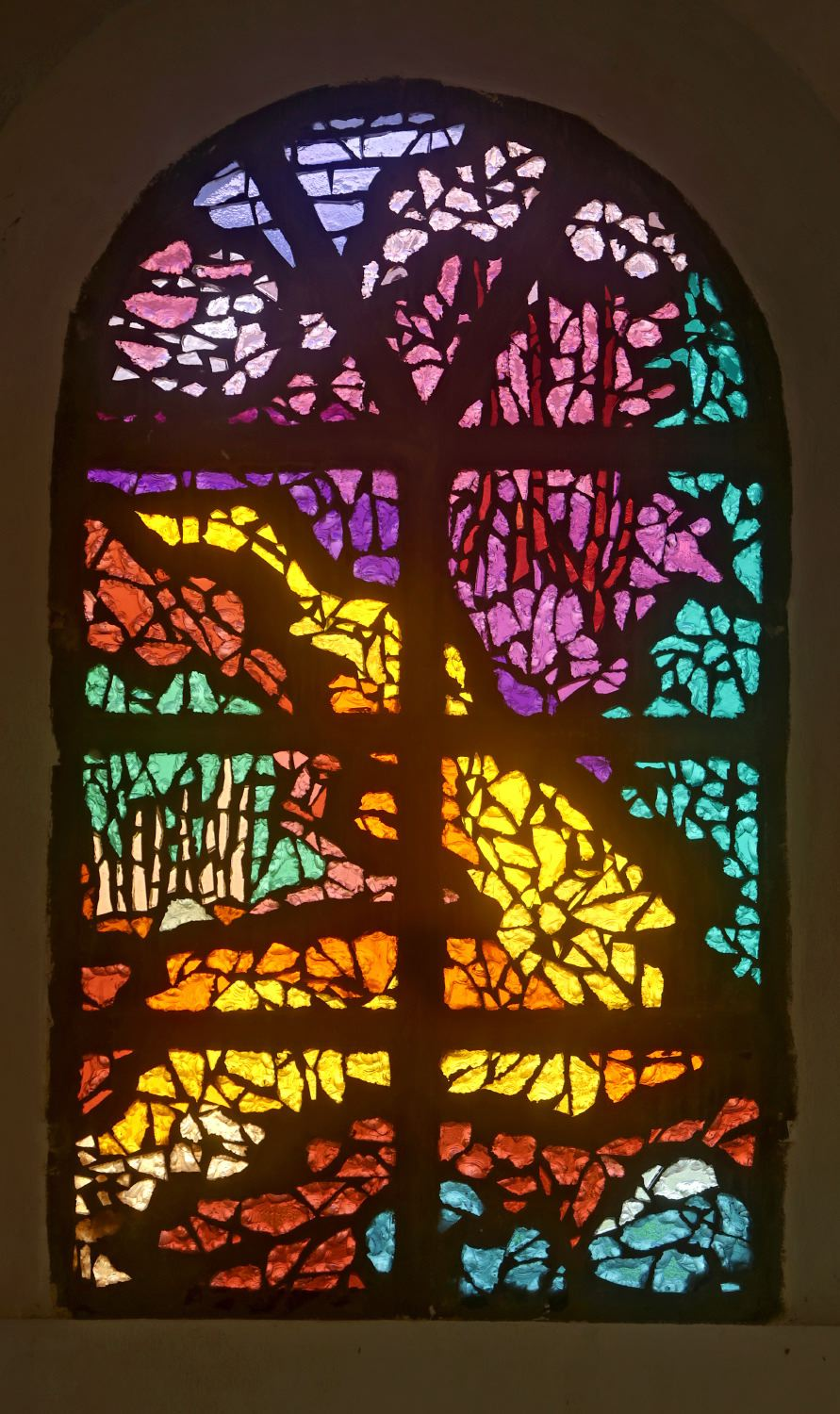
Vitraux sur le thème de la coulée de 1977.

Les vitraux sur le thème de la coulée du volcan ont été créés par le vitrailliste réunionnais Guy Lefèvre.